# Comunità di Stati Latinoamericani e dei Caraibi
La Comunità di Stati Latinoamericani e dei Caraibi (in spagnolo: Comunidad de Estados Latinoamericanos y Caribeños, CELAC, portoghese: Comunidade de Estados Latino-Americanos e Caribenhos, francese: Communauté des États américains et Latino-Caribéens) è un blocco regionale di nazioni dell'America Latina e dei Caraibi creato il 23 febbraio 2010 al "Vertice sull'unità dell'America Latina e dei Caraibi" tenuto a Playa del Carmen, in Messico.
La CELAC è stata creata per approfondire l’integrazione latinoamericana e ridurre la significativa influenza degli Stati Uniti sulla politica e sull’economia dell’America Latina. È visto come un’alternativa all’Organizzazione degli Stati Americani (OAS), un organismo regionale fondato dagli Stati Uniti e da altre 21 nazioni dell’America Latina come contromisura alla potenziale influenza sovietica nella regione. Cuba, che è stata sospesa dall'OAS nel 1962 e da allora ha rifiutato di rientrarvi, ora è membro della CELAC.
Si tratta di tutti i paesi sovrani nelle Americhe, ad eccezione di Canada e Stati Uniti. I paesi europei con dei territori nel continente americano (Francia, Paesi Bassi, e Regno Unito) non sono rappresentati nella CELAC.
È l'erede del Gruppo Rio e del Vertice dell'America Latina e i Caraibi (CALC).. Fu creata il 23 febbraio 2010 nella sessione del Vertice dell'unità dell'America Latina e i Caraibi, a Playa del Carmen in Messico e costituita definitivamente  nel vertice di Caracas del 2011 e il primo vertice si tenne l'anno seguente in Cile.
Nel giugno 2023, la CELAC ha riconosciuto il carattere latinoamericano e caraibico dell'isola di Porto Rico e “invita l'Assemblea generale delle Nazioni Unite a esaminare la questione di Porto Rico nella sua interezza e in tutti i suoi aspetti. possibile”.Cubadebate.

## Stati membri

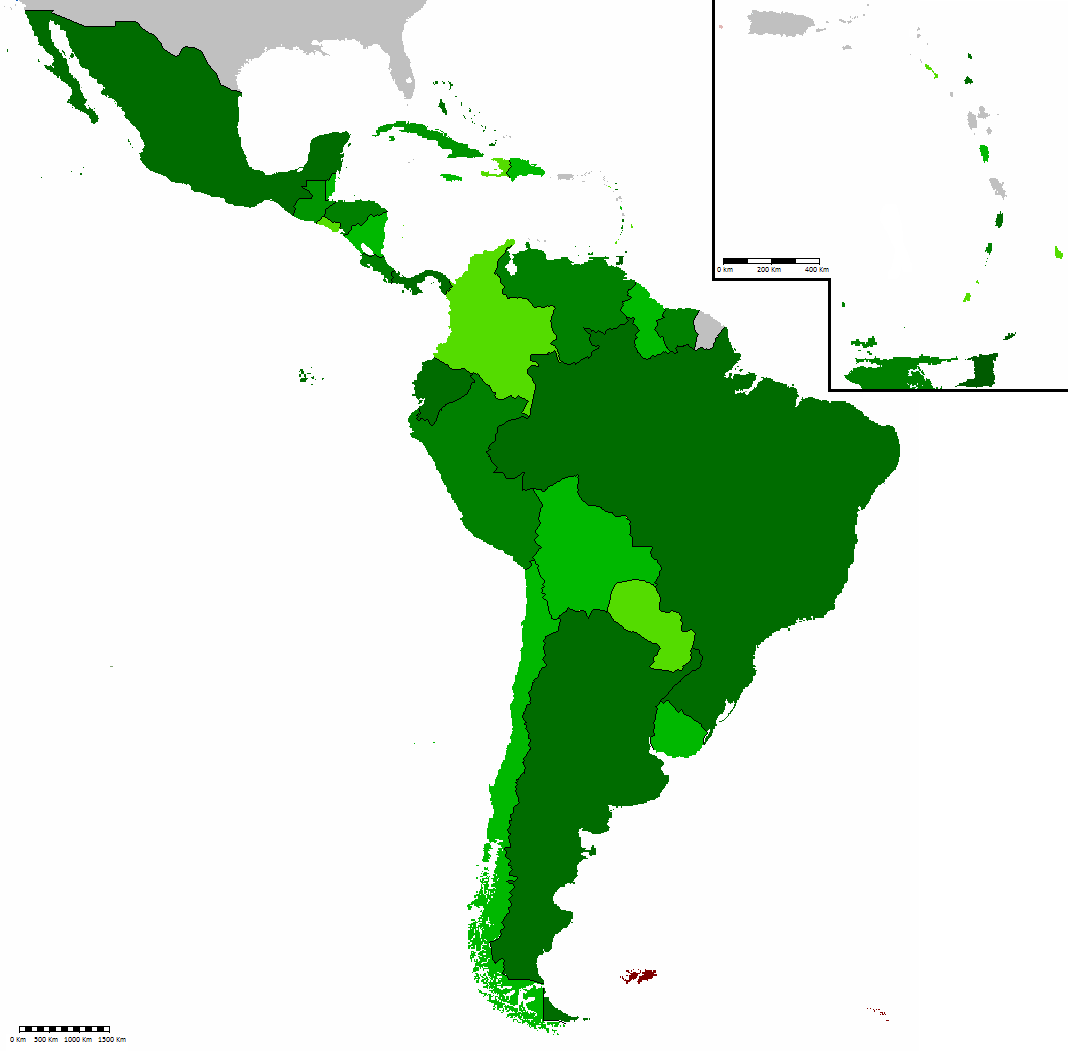
Comunità di Stati Latinoamericani e dei Caraibi.
Totale popolazione: 591.662 milioni (2011)
Area Totale: 20.438 million sq km
Densità: 28.95/sq km

Fanno parte della CELAC trentatré paesi dove si parlano cinque lingue diverse:
Diciotto paesi di lingua spagnola (56% della superficie, il 63% della popolazione)
- Argentina
- Bolivia
- Cile
- Colombia
- Costa Rica
- Cuba
- Ecuador
- El Salvador
- Guatemala
- Honduras
- Messico
- Nicaragua
- Panama
- Paraguay
- Perù
- Rep. Dominicana
- Uruguay
- Venezuela

Un paese di lingua portoghese (42% della superficie, il 34% della popolazione)
- Brasile

Un paese di lingua francese (0,1% della superficie, 1,6% della popolazione)
- Haiti

Dodici paesi di lingua inglese (1,3% della superficie, 1,1% della popolazione)
- Antigua e Barbuda
- Bahamas
- Barbados
- Belize
- Dominica
- Giamaica
- Grenada
- Guyana
- Saint Kitts e Nevis
- Saint Vincent e Grenadine
- Saint Lucia
- Trinidad e Tobago

Un paese di lingua olandese (0,8% della superficie, lo 0,1% della popolazione)
- Suriname

Dodici paesi sono in Sud America, che rappresenta l'87% della superficie e il 68% della popolazione.

## Vertici
Fino ad ora si sono tenuti cinque vertici del CELAC e un altro è stato programmato.
| Vertice | Anno | Città             | Paese ospite              |
| ------- | ---- | ----------------- | ------------------------- |
| *       | 2010 | Playa del Carmen  | Messico                   |
| *       | 2011 | Caracas           | Venezuela                 |
| I       | 2013 | Santiago del Cile | Cile                      |
| II      | 2014 | L'Avana           | Cuba                      |
| III     | 2015 | San José          | Costa Rica                |
| IV      | 2016 | Quito             | Ecuador                   |
| V       | 2017 | Punta Cana        | Rep. Dominicana           |
| *       | 2018 | Nessuna           | El Salvador               |
| *       | 2019 | Nessuna           | Bolivia                   |
| *       | 2020 | Nessuna           | Messico                   |
| VI      | 2021 | Città del Messico | Messico                   |
| VII     | 2023 | Buenos Aires      | Argentina                 |
| VIII    | 2024 | Kingstown         | Saint Vincent e Grenadine |
| IX      | 2025 | Tegucigalpa       | Honduras                  |